# Angharad Llwyd
Angharad Llwyd (Flintshire, 15 de abril de 1780 — País de Gales, 16 de outubro de 1866) foi uma antiquaria e escritora galesa, vencedora do National Eisteddfod of Wales.